# Czynniki glebotwórcze
Czynniki glebotwórcze – elementy środowiska geograficznego mające wpływ na powstawanie i rozwój gleb. Są one czynnikiem energetycznym lub substratem w procesie glebotwórczym.
Tradycyjnie wydzielało się 5 czynników glebotwórczych: skałę macierzystą; klimat; czas; rzeźbę terenu; organizmy żywe. Później do tej listy dodano również wodę i działalność człowieka. 
Przez niektórych autorów czas i rzeźba terenu zostały wyłączone z listy czynników glebotwórczych i są one opisywane jako warunki powstawania gleb, które nie uczestniczą bezpośrednio w procesie glebotwórczym.

## Skała macierzysta
Jest ona głównym substratem z którego powstaje gleba. Duże znaczenie ma, czy gleba powstaje na skale litej (a gleba powstaje z jej zwietrzeliny), czy ze skały luźnej, która może być dużo łatwiej zmieniana przez inne czynniki glebotwórcze. Z punktu widzenia gleboznawstwa znaczenie mają takie cechy skały jak skład mineralny, a zatem i skład chemiczny, zwięzłość i podatność na wietrzenie oraz skład granulometryczny (wielość ziaren) i podatność na erozję, gdyż mają wpływ na tempo i kierunek rozwoju gleby.
Szczególnie silny wpływ tego czynnika na przebieg procesu glebotwórczego występuje w glebach litogenicznych, glebach inicjalnych, rędzinach i glebach torfowych.

## Klimat
Najistotniejsze dla rozwoju gleb elementy klimatu to opady atmosferyczne, promieniowanie słoneczne i wynikająca z niego temperatura, a także wilgotność względna powietrza. Określają one reżim wodny i cieplny gleby mający wpływ na intensywność procesów i reakcji chemicznych, charakter wietrzenia i powstawania związków mineralnych i organicznych, a przez to wszystko na dominujące procesy glebotwórcze. 
Obszary gdzie suma parowania (wynikającego m.in. z temperatury i wilgotności powietrza) przewyższa sumę opadów określane są jako suche (aridowe). Charakteryzują się one dominacją ruchu wstępującego wody w profilu glebowym (od wód gruntowych ku powierzchni) co często skutkuje takim ułożeniem poziomów genetycznych, że poziom wzbogacenia (iluwialny) jest powyżej poziomu eluwialnego. Odwrotna sytuacja występuje na obszarach wilgotnych (humidowych), gdzie suma opadów przewyższa sumę parowania. Tam częściej występuje ruch wody ku dołowi, a przez to powstawanie poziomu iluwialnego poniżej poziomu eluwialnego. Na obszarze Polski jest to charakterystyczne dla gleb płowoziemnych i bielicoziemnych.
W ujęciu ogólnym, dotyczącym wielkich obszarów można zaobserwować regularności związane ze strefowym (zależnym od szerokości geograficznej) i piętrowym (zależnym od wysokości nad poziom morza) układem gleb wynikające ze zróżnicowania klimatu i, pośrednio, szaty roślinnej. Dominujący wpływ klimatu na powstawanie gleb widoczny jest wśród gleb strefowych. 

## Organizmy żywe
Czynnik ten ściśle zależy i współgra z pozostałymi: skałą macierzystą, klimatem i stosunkami wodnymi. Udział organizmów żywych w przekształceniach substratu glebowego jest warunkiem koniecznym by mówić o powstawaniu gleby. Organizmy żywe uczestniczą w procesach rozkładu i syntezy, migracji i akumulacji oraz nadają glebie bardzo ważną cechę – urodzajność. 
Szczególne znaczenie, nie tylko dla powstawania gleb, ale dla obiegu materii w przyrodzie mają mikroorganizmy glebowe. Uczestniczą one w znacznej części przemian zachodzących w glebie, spośród których najważniejsza jest ich rola w rozkładzie materii organicznej, doprowadzając w niektórych przypadkach do jej mineralizacji. Dzięki temu uwalniane są do środowiska mineralne związki ważnych dla życia pierwiastków (azot, siarka, fosfor, żelazo, potas i in.), które mogą w tej formie być pobierane przez rośliny. Mikroorganizmy uczestniczą również w procesie powstawania próchnicy glebowej. 
Roślinność ma kluczowe znaczenie w procesie tworzenia się gleb. Uczestniczy ona (zwłaszcza głęboko ukorzeniona) w migracji składników pokarmowych z głębszych partii profilu ku górze. Wydzielane przez rośliny jony i substancje chemiczne mają wpływ na biologiczne i chemiczne procesy zachodzące w ekosystemie. Zarówno powierzchniowe części roślin, jak i korzenie ulegając rozkładowi wzbogacają glebę w związki próchniczne i uwolnione składniki pokarmowe. Dodatkową rolą roślinności jest ochrona agregatów przed rozbijaniem a materiału glebowego przed erozją.
Wpływ fauny glebowej jest zazwyczaj niedoceniany. Takie zwierzęta jak np. króliki, myszy, krety, roztocze, skoczogonki, larwy owadów, pająki, mrówki i, najważniejsze, dżdżownice biorą udział w mieszaniu materiału i obiegu składników pokarmowych, a także przy przekształceniach materii organicznej i stabilizacji struktury gleby. 

## Woda
Woda, jako lodowce, lód, śnieg, deszcz, rzeki, morza i oceany, przyczynia się do tworzenia, erozji, transportu lub przekształceń materiału skalnego, który staje się później skałą macierzystą gleby. Specjalnym typem gleby gdzie uwidacznia się glebotwórcza rola rzek są mady. Występująca w glebie woda jest kluczowa przy tworzeniu się profilów glebowych i cech materiału. Ruch wody (w naszej strefie klimatycznej przeważający ku dołowi) jest przyczyną wypłukiwania i przemieszczania cząstek i roztworów, a przez to tworzenia się poziomów iluwialnych i eluwialnych. Nadmiar wody (stały lub okresowy) uwidacznia się poprzez występowanie oglejenia (gruntowego lub wynikającego z zalegania wód opadowych na słabo-przepuszczalnej warstwie). Najlepiej wpływ stosunków wodnych na profil jest widoczny w przypadku gleb hydrogenicznych, takich jak gleby organiczne (torfowe, murszowe) lub gleby glejowe. 

## Wpływ człowieka
Człowiek pośrednio wpływał na pokrywę glebową odkąd zaczął karczować lasy i zajmować się rolnictwem. Przez wieki wpływ człowieka rósł. Działalność rolnicza zmieniała reżim wodny i cieplny, chemizm, świat żywych organizmów i procesy tworzenia się próchnicy w glebach. Najlepiej widocznym efektem tych zmian jest wytworzenie się poziomu orno-próchnicznego. Gleby gdzie człowiek jest głównym czynnikiem je tworzącym nazywamy glebami antropogenicznymi. Zaliczamy do nich zarówno gleby kulturoziemne (hortisole, rigosole), gleby aglomeracji miejskich jak i gleby zniszczone na skutek działalności przemysłu lub powstałe po procesie rekultywacji zdegradowanych terenów.

## Rzeźba terenu
Czasami bywa ona zaliczana do warunków powstawania gleb, a nie do czynników glebotwórczych. Rozumiemy ją, w tym przypadku, zarówno jako ukształtowanie terenu (relief), jak i położenie nad poziomem morza, które modyfikują działanie pozostałych czynników glebotwórczych. Wysokość nad poziomem morza modyfikuje warunki klimatyczne (np. spadek temperatury) i odpowiada za piętrowość gleb w górach. Rzeźba terenu zaś tworzy mikroklimat, który może mieć nieraz większy wpływ na procesy glebotwórcze niż klimat ogólny. Kąt nachylenia terenu i ekspozycja wpływają na ilość otrzymywanej energii słonecznej, a przez to na ewaporację, stosunki wodne, jak i zachodzące reakcje chemiczne i procesy biologiczne. Urozmaicona rzeźba terenu i związane z nią procesy erozyjne wpływają na kształtowanie się profili glebowych. Na terenach stromych, o silnej erozji można spotkać tzw. gleby ogłowione – o zniszczonych wierzchnich poziomach, które często przybierają postać gleb inicjalnych.

## Czas
Czasami bywa on zaliczany do warunków powstawania gleb, a nie do czynników glebotwórczych. Czynniki glebotwórcze potrzebują czasu by wytworzyć naturalny profil glebowy, który jest efektem zarówno czasu rozwoju gleby, jak i nasilenia procesów glebotwórczych. Na podstawie cech profilu glebowego można określić stopień rozwoju gleby, czasem również, z pewnym przybliżeniem, jej wiek. 